# New Town, North Dakota
New Town är en ort i Mountrail County i delstaten North Dakota, USA.